# Stéphane Freiss
Stéphane Freiss (Digione, 22 novembre 1960) è un attore francese,  di cinema e teatro.

## Filmografia parziale
- Chouans!, regia di Philippe de Broca (1988)
- Le mille e una notte (Les 1001 nuits), regia di Philippe de Broca (1990)
- La puttana del re (La Putain du roi), regia di Axel Corti (1990)
- Che resti tra noi (Ça reste entre nous), regia di Martin Lamotte (1998)
- Sulla spiaggia e di là dal molo, regia di Giovanni Fago (2000)
- Betty Fisher e altre storie (Betty Fisher et autres histoires), regia di Claude Miller (2001)
- Non sopporto più... i miei figli, regia di Lorenzo Gabriele (2003)
- Crime Spree - In fuga da Chicago (Crime Spree), regia di Brad Mirman (2003)
- CinquePerDue - Frammenti di vita amorosa (5x2 - Cinq fois deux), regia di François Ozon (2004)
- Le grand role, regia di Steve Suissa (2004)
- Munich, regia di Steven Spielberg (2005)
- Un château en Espagne, regia di Isabel Doval (2007)
- Giù al Nord (Bienvenue chez les Ch'tis), regia di Dany Boon (2008)
- Hereafter, regia di Clint Eastwood (2010)
- Le confessioni, regia di Roberto Andò (2016)
- Questo nostro amore, regia di Isabella Leoni - serie TV (2018)

## Doppiatori italiani
- Francesco Prando in CinquePerDue - Frammenti di vita amorosa
- Massimo Rossi in La puttana del re
- Oreste Baldini in Giù al Nord